# Arnold Awerzger
Arnold Awerzger (* 27. März 1907 in Radenthein; † 27. August 1976 in Villach) war ein österreichischer Bergingenieur und Bergsteiger.

## Leben und Wirken
Arnold Awerzger wurde am 27. März 1907 in Radenthein als uneheliches Kind der Köchin Juliana Awerzger (* 15. Februar 1875) geboren und am folgenden Tag auf den Namen Arnold getauft. Seine Mutter lebte zu dieser Zeit auf der Adresse Schattseite 8 (vulgo Baurschmied). Seine Firmung erhielt er erst als Erwachsener – am 29. Mai 1932 in Villach. Er wuchs in Radenthein auf, wo er sowohl die Volks- als auch die Hauptschule besuchte.
Seit 1923 arbeitete Arnold Awerzger bei der Mitterberger Kupferbergbau AG in Mühlbach am Hochkönig als Bergarbeiter (Bergeleve, Förderer, Lehrhauer, Abbauhauer und Markscheidergehilfe), war unter anderem im Emilstollen beschäftigt und wurde 1927 in das Angestelltenverhältnis übernommen. Aufgrund der Weltwirtschaftskrise kam es nur wenige Jahre später zur Einstellung des Mitterberger Kupferbergbaus. Während der damaligen wirtschaftlichen Notzeit musste er seinen Lebensunterhalt anderweitig verdienen und wirkte vom Arthurhaus am Fuße des Hochkönigs aus von 1929 bis 1931 als Skilehrer. Gegen Ende der 1920er Jahre war Awerzger Bergführeraspirant, 1929 legte er die Bergführerprüfung ab, 1931 die offizielle Skilehrerprüfung. Von 1932 bis 1937 – laut manchen Quellen auch 1939 – arbeitete er im Sommer als Bergführer und im Winter als Skilehrer. Der Skipionier und Schauspieler Hannes Schneider hatte ihn damals nach St. Christoph am Arlberg geholt.
Nach der Südamerika-Expedition 1936 erhielt Awerzger nach Befürwortung von Hans Kinzl die Möglichkeit die Reifeprüfung in München abzulegen. Ab 1938 studierte Awerzger an der Montanistischen Hochschule in Leoben Bergwesen und schloss das Studium 1941 mit dem Titel Diplom-Bergingenieur ab. Seine damalige Diplomarbeit trug den Titel Die Einwirkungen des Bergbaues auf Wasserstraßen. Der Zeitraum seines dortigen Studiums weicht je nach Quellenlage manchmal um ein Jahr ab und wird oftmals auch mit 1939 bis 1942 angegeben. Bereits während seines Studiums hatte er nebenbei als Assistent an der Lehrkanzel für Maschinenbaukunde gearbeitet. Mindestens ein Semester hatte er auch an der Technischen Hochschule Berlin absolviert. In den Jahren 1942 und 1943 war er als Messingenieur für Tätigkeiten im Schlumberger-Verfahren in Hannover und Wien eingesetzt und kam um 1944/45 als Bohringenieur zur Firma DEUTAG in Neusiedl an der Zaya, die damals im österreichischen Erdölgebiet arbeitete. Diese beruflichen Einsätze dürften zumindest teilweise im Zusammenhang mit einer von 1942 bis 1945 erfolgten Militärausbildung gestanden haben.
1945 wurde er Betriebsleiter der Österreichisch-Amerikanischen Magnesit AG (ÖAMAG) in seinem Geburtsort Radenthein. In dieser Position beschäftigte er sich weltweit mit Lagerstätten, Gewinnung und Verarbeitung von Magnesit. Im Jahr 1949 wurde Arnold Awerzger zusammen mit Rudolf Wolf mit der Gesamtprokura der ÖAMAG betraut. Berichten zufolge war er sieben Jahre lang Bergbaubetriebsleiter auf der Millstätter Alpe und wurde Oberingenieur, dann Prokurist und schließlich Bergbaubevollmächtigter für alle Bergbaubetriebe der ÖAMAG. Dem Unternehmen gehörte er bis zu seiner Pensionierung an und hatte es dabei nicht nur zum Prokuristen, sondern auch zum Oberingenieur gebracht.
Am 22. Jänner 1942 heiratete er standesamtlich in erster Ehe. Am 15. September 1954 erfolgte in St. Christoph am Arlberg, wo Awerzger bereits zwei Jahrzehnte zuvor als Skilehrer tätig war, eine kirchliche Trauung mit einer Hildegard Hießleitner.
Ab 1947 war Awerzger Mitglied des Naturwissenschaftlichen Vereins für Kärnten und ab 1959 war er Corpsschleifenträger des Corps Schacht. Im September 1967 war Awerzger einer der Mitbegründer des Fachausschusses für Montangeschichte im Bergmännischen Verband Österreich und übernahm nach dem Tod von Emil Tschernig am 6. März 1970 den Verbandsvorsitz.
Am 27. August 1976 starb Awerzger, der der Natur und der Jagd verbunden war, in Villach an den Folgen eines Herzinfarktes. Am 1. September 1976 fand auf dem Friedhof von Radenthein, wo er bis zu seinem Tod gelebt hatte, unter dem Geleit von Bergleuten, Jägern und Kärntner Abwehrkämpfern sowie einer großen Trauergemeinde die Beerdigung Awerzgers statt.

### Bergsteigerische Tätigkeiten
Bekannt wurde das ÖTK-Mitglied, das Anfang der 1930er Jahre zum Deutschen und Österreichischen Alpenverein (DÖAV) gewechselt sein dürfte, vor allem als Bergsteiger. Ein Aufnahmegesuch Awerzgers in den Österreichischen Alpenklub (ÖAK) vom September 1932 war abgelehnt worden. In einem Zusatzgesuch um Aufnahme in den ÖAK vom Herbst 1932 gab der gebürtige Kärntner zahlreiche weitere Erstersteigungen an. Wann der genaue Zeitpunkt der Aufnahme in den ÖAK war, geht nicht hervor. In den Jahren 1930 bis 1939 unternahm Awerzger etwa fünfzig Erstbesteigungen in den Alpen. Seine Begleiter in dieser Zeit waren vor allem Richard Gerin, Roman Szalay und Peter Radacher. Zu den bevorzugten Tourengebieten Awerzgers zählten insbesondere der Hochkönig, das Dachsteingebiet, die Hohen Tauern, die Ötztaler Alpen und die Silvretta, die er meist im Winter und in seiner Funktion als Skiführer aufsuchte. Im Hochkönigmassiv gelangen ihm in dieser Zeit – überwiegend gemeinsam mit Gerin und Szalay – insgesamt 21 Erstersteigungen, vornehmlich an der Mandlwand. Darunter etwa die Erstbesteigung der Nordwand des Großen Sattelkopfes (Mandlwand), die Erstbesteigung der Nordwand des Melkerlochkopfes (Mandlwand), die Begehung der direkten Schneeklamm im Abstieg vom Gipfel des Kleinen Schneeklammkopfes über den Schutthang, die Erstbesteigung des Hochstellkopfes über den Südgrat (Mandlwand) oder die erste touristische Begehung der Kleinen Thörlwieskopf-Nordwand (Mandlwand); allesamt im August 1930.
Am 22. August 1932 gelang Arnold Awerzger gemeinsam mit Richard Gerin und Franz Schaffer die erste Begehung der Hochtennbergspitze (3371 m) über die Ostwand. Im selben Jahr absolvierte Awerzger weitere vier Erstbesteigungen in der Glocknergruppe, erneut mit Gerin und teilweise auch mit Szalay – darunter auch der Großglockner über den Südwestgrat. Am 24. Juni 1934 glückte ihm zusammen mit Gerin die erste Ersteigung des Steinleitenkofels (2589 m) über die Südostwand (Ostwand) in den Gailtaler Alpen. Am 9. Juli 1934 folgte die Erstbegehung der Glocknerwand (Hofmannspitze, 3725 m) über die Nordwestwand. Am 22. Juli 1934 gelang dem gebürtigen Radentheiner gemeinsam mit Gerin und Szalay die Erstbesteigung des Schneelochturms (2570 m) über die Nordwestwand vom Schneelochgletscher aus. Zur Vorbereitung auf eine geplante Anden-Expedition unternahm Awerzger im Jahr 1935 eine Tour in die Westalpen. Dabei kam er in einer Sandkurve des Furkapasses mit seiner Scott Colonial schwer zu sturz. Zusammen mit Erwin Schneider bestieg er unter anderem den Piz Palü (3899 m) über den Bumillergrat, das Lötschentaler Breithorn (3784 m) mit Ost-West-Überschreitung, absolvierte die Dom–Täschhorn-Überschreitung sowie die Dent Blanche (4357 m) über den Viereselgrat. Weitere Touren führten sie über den Südost-Südwest-Grat auf das Obergabelhorn (4063 m), über den gesamten Südgrat auf das Zinalrothorn (4221 m) sowie über die Nordwestwand auf das Breithorn.
1936 war er Teilnehmer der von Hans Kinzl angeführten Deutsch-Österreichischen Alpenvereinsexpedition in den Peruanischen Anden. Dabei war er mit Erwin Schneider am 17. Juni Erstbesteiger des Pucajirca Sur (6046 m) und am 28. Juli des Siula Grande (6344 m) und von weiteren Gipfeln wie etwa des Champara (5735 bzw. 5749 m) im Norden der Cordillera Blanca oder des Quitaraju (6039 m). In den tropischen Hochgebirgsregionen der Cordillera Blanca und der Cordillera Huayhuash zählte er zu den ersten Alpinisten und Erkundern, die diese Gebiete erschlossen. Im Anschluss an die Reise gab Awerzger in der Heimat Lichtbildervorträge mit dem Titel Vom Champara zum Yerupaja. Als Bergführer nahm er immer wieder auch an Rettungsaktionen und Leichenbergungen teil.

## Schriften (Auswahl)
- 1941: Die Einwirkungen des Bergbaues auf Wasserstraßen (Diplomarbeit)
- 1948: Die Magnesitlagerstätte auf der Millstätter Alpe bei Radenthein, Kärnten. In: Radex-Rundschau, Radenthein 1948, Jahrgang 3, Heft 5/6, S. 91 bis 95
- 1953: Die Magnesitlagerstätte Millstätter Alpe bei Radenthein (zusammen mit weiteren Autoren)
- 1953: Der untertägige Abbau der großräumigen Magnesitlagerstätte Millstätter Alpe. In: Radex-Rundschau, Radenthein 1953, Jahrgang 8, Heft 7/8, S. 354 bis 362
- 1967: Die Entwicklung der österreichischen Magnesitbergbaue am Beispiel Radenthein. In: Montan-Rundschau, Wien 1967, Jahrgang 15, Sonderheft, S. 32 bis 33
- 1970: Der Bergbau im Bezirk Spittal/Drau in Vergangenheit und Gegenwart